# 諏訪神社 (新発田市)

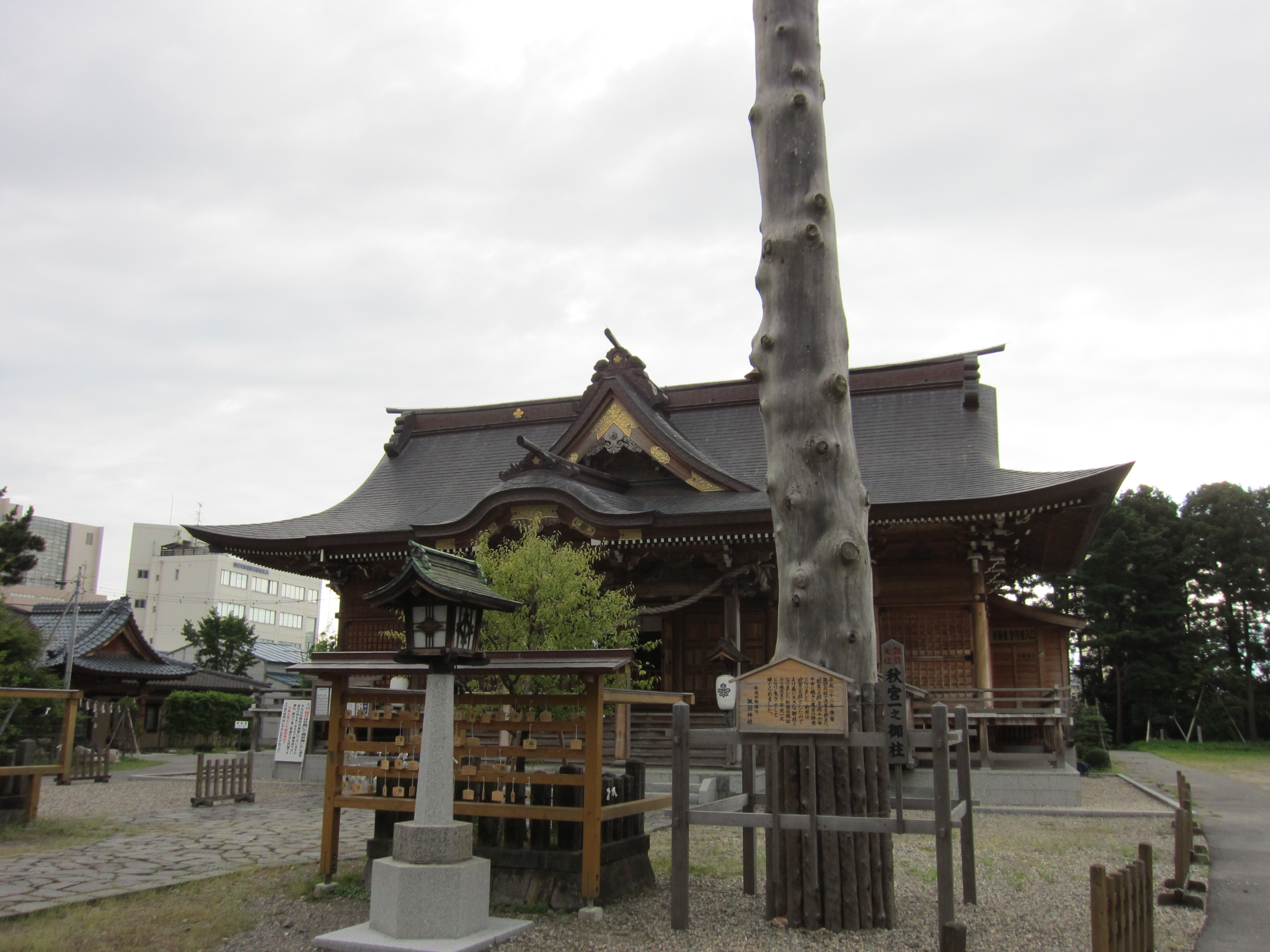
御柱と拝殿

諏訪神社(すわじんじゃ) は、新潟県新発田市にある神社。「おすわさま」として親しまれている新発田の総鎮守である。毎年8月末に行われる例祭の新発田台輪でも知られる。

## 祭神
主祭神
- 建御名方命

配神
- 八坂刀賣命

相殿神
- 溝口大祖神 - 新発田藩祖溝口秀勝公

## 歴史
創建は大化4年（648年）と伝えられ、創建時は現在の北蒲原郡聖籠町の諏訪山に鎮座したという。大和朝廷により渟足柵や磐舟柵が置かれた際、柵戸として信濃国から移住した人々が、現在の諏訪大社より分霊を勧請したのが起源とされる。
その後、新発田一帯の領主となった佐々木氏および新発田氏の崇敬を受けるようになる。この間、神社は新発田氏により諏訪山から新発田城のそばへ遷座したとも伝えられる。
江戸時代に入ると、新発田藩初代藩主溝口秀勝により新発田城内へ遷されたのち、城外での幾度かの遷座を経て、元禄元年（1688年）、四代藩主溝口重雄の時代に現在地へ遷座した。歴代藩主による篤い崇敬は町人にまで広がり、夏の祭礼は城下の最大行事として大いに賑わうようになった。
七代藩主溝口直温の時代、宝暦6年（1756年）に建立された社殿が2001年まで存在していたが、同年11月5日未明に焼失した。しかし、市民の寄付などにより2004年に社殿が再建され、現在に至っている。

## 境内
- 社殿

現在の社殿は、2001年の焼失以前の姿を模して2004年に再建されたもの。社殿は本殿、幣殿、拝殿が一棟になっており、この種の社殿としては大変大きなものである。
- 御柱

拝殿の前に、諏訪大社より譲り受けた御柱が立てられている。これは2004年の社殿再建を期に立てられたもので、諏訪大社の御柱祭の開催に合わせ、6年おきに立て替えられる計画である。
- 2004年 - 2010年：秋宮二之御柱
- 2010年 - 2016年：秋宮一之御柱
- 2016年 - 2022年：春宮一之御柱
- 2022年 - 2028年：春宮一之御柱

## 摂末社
- 稲荷神社 - 祭神：宇迦之魂命
- 巌島神社 - 祭神：市杵島姫命
- 古峯神社 - 祭神：倭建命
- 五十志霊神社 - 新発田藩に功績のあった人々を祀る。また、無実の罪で処刑された義民・大竹与茂七も祀られている

## 祭事
詳細は「諏訪神社 年間行事」（外部リンク）を参照。
- 歳旦祭 (1月1日)
- 鎮火祭 (2月28日)
- 夏越大祓、人形供養お焚き上げ (6月30日)
- 例祭 (8月26日 - 29日)
  - 移御式 (8月26日夜)
  - 渡御 (8月27日)
  - 例祭 (8月28日)
  - 溝口公の祭り (8月29日)
  - 還御式 (8月29日夜 - 30日未明)
- 大祓 (12月30日)

8月の例祭は、江戸時代より新発田の街を挙げて盛大に行われてきた。享保11年（1726年）、六代藩主溝口直治が当神社の祭礼にあたり各町内へ「飾り人形の屋台を出すように」とのおふれを出したことから新発田台輪が生まれ、町人も参加する盛大な祭りとなった。
現在は例祭の期間中に城下町新発田ふるさとまつりが開催されている。祭りの象徴である新発田台輪は、8月27日早朝に新発田市の各町内から当神社の境内に奉納され (奉納台輪) 、29日の夕方に各町内へ帰っていく (帰り台輪) 。例祭中の移御式と還御式は古来からの形式に則って行われており、これは全国でも数少ない例となっている。

## 現地情報
新発田市街に立地する。道路を挟んで南側には蒸気機関車が保存される東公園がある。また、西側には清水園や足軽長屋のほか、宝光寺や福勝寺などが並ぶ寺町通りがある。
交通アクセス
- 新発田駅から西へ徒歩約3分
- 駐車場あり[2]